# Harpolithobius dollfusi
Harpolithobius dollfusi är en mångfotingart som först beskrevs av Karl Wilhelm Verhoeff 1901.  Harpolithobius dollfusi ingår i släktet Harpolithobius och familjen stenkrypare. Inga underarter finns listade i Catalogue of Life.